# Sablatnig N.I
Sablatnig N.I là một loại máy bay ném bom được phát triển ở Đức trong Chiến tranh thế giới I, đây là một phát triển của loại Sablatnig C.I nhằm thích ứng với các nhiệm vụ bay đêm.

## Tính năng kỹ chiến thuật (N.I)
Dữ liệu lấy từ Kroschel & Stützer 1994, p.160
Đặc điểm tổng quát
- Kíp lái: 2
- Chiều dài: 8.70 m (28 ft 7 in)
- Sải cánh: 16.00 m (52 ft 6 in)
- Chiều cao: 3.20 m (10 ft 6 in)
- Trọng lượng rỗng: 1.100 kg (2.400 lb)
- Trọng lượng có tải: 1.800 kg (3.960 lb)
- Powerplant: 1 × Benz Bz.IV, 160 kW (220 hp)

Hiệu suất bay
- Vận tốc cực đại: 125 km/h (78 mph)
- Vận tốc xuống: 0,5 m/s (100 ft/phút)

Vũ khí trang bị
- 1 × súng máy Parabellum MG14 7,9 mm
- 1 × súng máy LMG 08/15 7,92 mm
- 300 kg (660 lb) bom